# Kees van Nieuwkerk
Kees van Nieuwkerk (Amsterdam, 26 januari 1988) is een Nederlands filmregisseur, columnist en schrijver.

## Loopbaan
Op 17-jarige leeftijd trad Van Nieuwkerk voor het eerst voor het voetlicht, toen hij online-artikelen publiceerde, die later werden doorgepubliceerd in het NRC Handelsblad. Na zijn middelbareschooltijd probeerde hij toegelaten te worden op de Nederlandse Filmacademie, maar werd hiervoor afgewezen. Hierop verhuisde hij met jeugdvriend Teddy Cherim naar Londen, waar beiden een opleiding regie en scenarioschrijven volgden aan de Metropolitan Film School. Van 2008 tot eind 2010 was hij columnist van het meidenblad Fancy. De columns werden later verwerkt tot het kinderboek Het is weer raak met Kees en Sjaak, dat in 2010 werd uitgegeven door Uitgeverij Moon.
In 2010 maakte Van Nieuwkerk samen met Cherim de speelfilm Sterke verhalen met in de hoofdrollen Achmed Akkabi, Sallie Harmsen en Manuel Broekman. De lowbudgetfilm, die in eerste instantie slechts bedoeld was als afstudeerproject, verscheen in 32 bioscopen en werd later uitgebracht op dvd. Kort hierna werd het tweetal gevraagd voor de verfilming van het boek Gimmick! van Joost Zwagerman. Van augustus 2011 tot december 2013 was Van Nieuwkerk columnist bij het vrouwenblad Viva. In 2012 regisseerde hij, weer samen met Cherim, de korte televisieserie Het zwarte gat over een in de vergetelheid geraakte profvoetballer, gespeeld door Kees Boot. De serie was een onderdeel van het programma Hi ha hondenlul dat Henk Spaan maakte voor Comedy Central.
In 2014 bracht Van Nieuwkerk zijn tweede speelfilm Pak van mijn hart uit, waarin onder anderen Benja Bruijning, Fedja van Huêt en Chantal Janzen te zien waren. Het jaar erna kwam Ja ik wil! uit, vooralsnog zijn laatste speelfilm.

## Persoonlijk
Van Nieuwkerk werd in 1988 geboren als zoon van Matthijs van Nieuwkerk. Hij werd vernoemd naar het boek Kees de jongen van Theo Thijssen. Van 2013 tot 2015 had Van Nieuwkerk een relatie met actrice Carice van Houten.

## Filmografie
- 2010: Sterke verhalen (speelfilm)
- 2012: Het zwarte gat (televisieserie)
- 2014: Pak van mijn hart
- 2015: Ja, ik wil!